# Tashiro Sanki

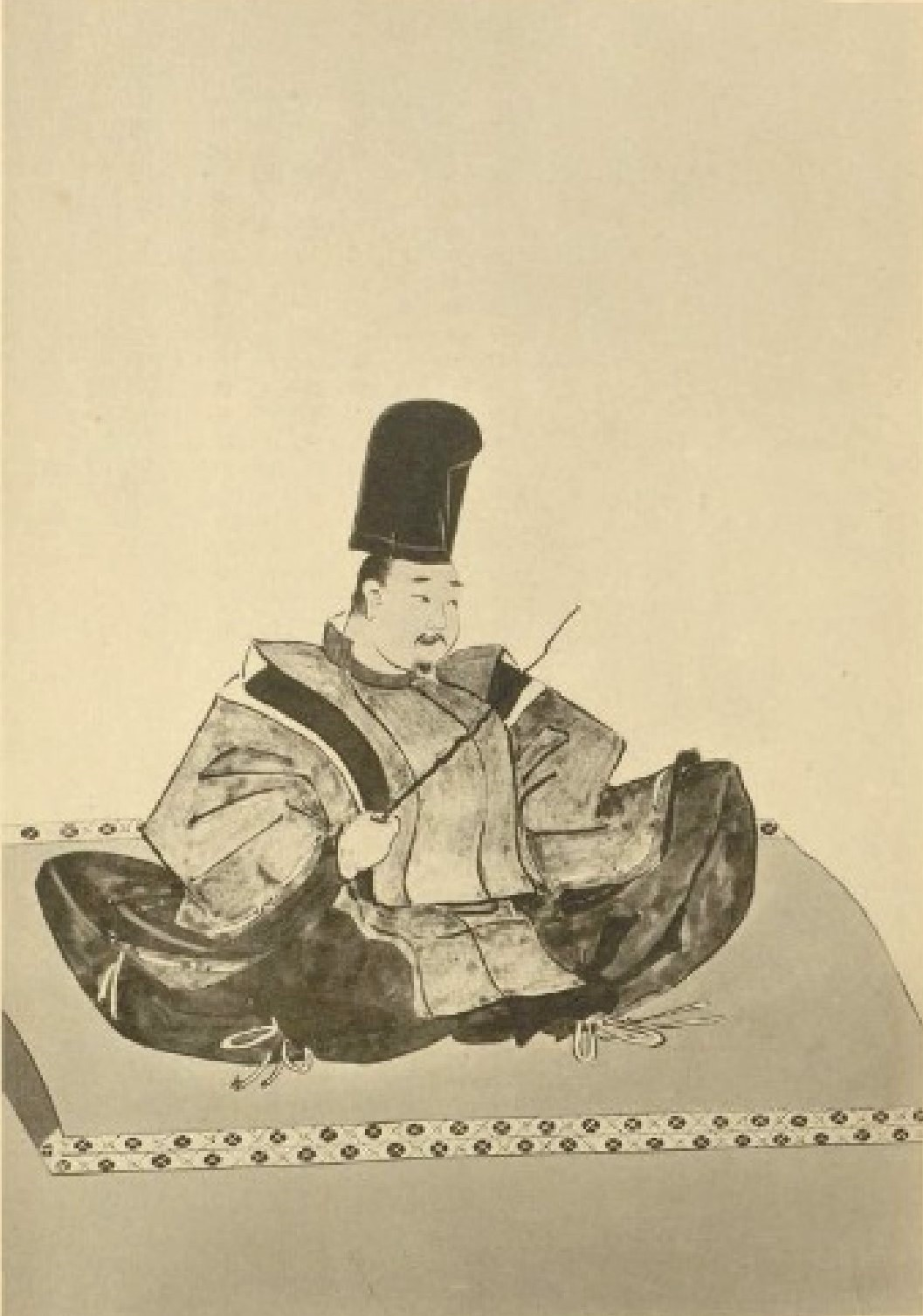
Tashiro Sanki

Tashiro Sanki (jap. 田代 三喜; * 1465 in Tashiro, Provinz Musashi (heute Koike, Ogose (Saitama)); † 1537) war ein japanischer Arzt, der im Zeitalter der streitenden Reiche (Sengoku-jidai)  der Medizin in Japan einen starken und nachhaltigen Impuls gab und neben Manase Dōsan und Nagata Tokuhon zu den „Drei verehrungswürdigen Ärzten“ (三聖, sansei) im Umbruch zur Frühmoderne zählt.

## Leben
Tashiro Sanki trat im Alter von 15 Jahren in einen Zen-Tempel der Rinzai-Richtung ein, wechselte dann zur Ashikaga-Schule, einer der ältesten Lehranstalten Japan, in der man Konfuzianismus, chinesische Medizin, Kriegswissenschaften, I Ging usw. lehrte. 1487 zog er im Alter von 23 Jahren nach China und wurde Schüler des berühmten Mönchsarztes Yuè Hú (月湖). Zwölf Jahre später kehrte er mit zahlreichen Schriften, darunter die von seinem Lehrer verfassten Werke Quán jiŭ jí (全九集, jap. Zenku-shū) und Jí yīn fāng (済陰方, jap. Saiin-hō), nach Japan zurück.
Nach einem kurzen Aufenthalt in Kamakura wurde er Leibarzt des Ashikaga Shigeuji (足利 成氏) in Koga (Provinz Shimousa, heute Präfektur Ibaraki). Hier gab er den Mönchsstatus auf und heiratete. In dieser Zeit verbreitete sich sein Name als „Sanki von Koga“  (古河の三喜, Koga no Sanki). Einige Jahre später kehrte er in seine Heimat zurück und nahm sich der Kranken in der Region an.
Am 1. September 1961 wurde sein mutmaßlicher Geburtsort von der Präfektur als Historische Stätte ausgezeichnet.

## Lehre
In China hatte sich Tashiro vor allem mit der Medizin der Jin-Dynastie (1125–1234) (auch Jurchen-Dynastie) und der Yuan-Dynastie beschäftigt. Hier dominierten die Lehren der beiden Mediziner Lǐ Gǎo (李杲, alias Lǐ Dōngyuán (李 東垣), 1180–1251) und Zhū Dānxī (朱 丹溪, 1281–1358). Beide vertraten tonifizierende Therapien und schenkten in ihrer theoretischen Fundamentierung der Beziehung zwischen Körper und Umwelt, d. h. der Lebensweise, besondere Aufmerksamkeit. Wir finden hier in den Bestrebungen zur umfassenden Systematisierung zugleich eine enge Verbindung zu dem von Zhū Xī (朱 熹, 1120–1200) vertretenen Neo-Konfuzianismus, der später über Korea nach Japan gelangte und während der Edo-Zeit einen starken Einfluss auf das japanische Denken hatte. Unter Lis Schriften fand besonders die „Abhandlung über Milz und Magen“ (脾胃論, Pí weì lùn, 1249) eine weite Verbreitung.
Zurück in Japan begründete Tashiro die „Schule des späteren Zeitalters“ (後世派, Goseiha), die so genannt wurde, weil sie jünger war als die bisher dominierenden Lehren der chinesischen Song-Zeit. In seiner Ätiologie spielten der Wind und die Feuchtigkeit als Ursache von Erkrankungen eine große Rolle. Im Körper sind es dann vor allem das Blut, das Ki (気, chin. qi) und das Tan (痰, Phlegma), welche in Mitleidenschaft gezogen werden. Jüngere Funde von Schriften wie das Shū-i tontoku (酬医頓得) lassen erkennen, dass er sich auch in der buddhistischen Medizin auskannte und letztlich eine Verschmelzung dieser Lehren mit jenen der Jin- und Yuan-Zeit im Auge hatte. Vor der Jin-Dynastie gab es eine starke Tendenz zur Verwendung  vor-präparierter Heilmittel, während die Ärzte der Jin- und Yuan-Zeit die Wahl und Herstellung der Mittel auf jeden einzelnen Patienten und Krankheitsfall ausrichteten.
Unter seinen zahlreichen Schülern ragt Manase Dōsan hervor, der diese Konzepte übernahm und an die japanischen Verhältnisse anzupassen suchte.

## Werke
Die meisten der durch Schüler aufgezeichneten Lehren Tashiros wurden erst nach seinem Tode gedruckt. Als repräsentativ gelten die folgenden Schriften:
- Sanki Kaiō isho (三帰廻翁医書)
- Sanki jikishi-hen (三喜直指篇). Dieses Werk wurde in der Familie Hara überliefert und von Hara Nanyō (1753–1820), einem Arzt der Domäne Mito, im Jahre 1790 herausgegeben. (Bilddatei im Archiv der Waseda-Universität, Tokyo)
- Wakyoku-shū (和極集).